# Жижемский, Ян
Князь Ян Жижемский (ум. до февраля 1635) — государственный деятель Великого княжества Литовского, стольник минский (с февраля 1633 года).

## Биография
Представитель княжеского рода Жижемских (Рюриковичи). Сын князя Яна Жижемского По другой версии — сын Петра Ярошевича Жижемского (внук Яроша Ивановича Жижемского).
Участник Смоленской войны против Русского государства и военного похода на Валахию.
В феврале 1633 года князь Ян Жижемский получил должность стольника минского.
2 июня 1633 года вместе с православным населением Минска добивался исполнения королевского привилея о передаче православным верующим города Минска церкви Святой Троицы. Князь исповедовал православие и жертвовал деньги на соответствующие церкви и монастыри.
Был женат на Кристине Тышкевич, дочери каштеляна и воеводы минского Петра Тышкевича (1571—1631). После смерти мужа Кристина вторично вышла замуж за князя Горского.